# Bergö kyrka
Bergö kyrka är belägen på ön Bergö i Malax, Österbotten, Finland. Den är uppförd åren 1800–02 av byamännen på egen hand och ursprungligen till bönehus. Den är hemkyrka i Bergö församling. 
Till formen är kyrkan en enkel långkyrka, till vilken en sakristia ansluter sig på norra sidan i kordelen. Kyrkan är uppförd av stock och beklädd med så kallat råvirke. Innerväggarna är nedtill beklädda med spånskivor och övre delen av makulerad juteväv. Kyrkan vilar på en stenfot av kilad sten. Taket har från början varit täckt av brädor, senare med pärtor, men är numera belagd med målad plåt. Elektricitet installerades 1954, centralvärme 1964 och högtalaranläggning med hörselslinga 1984. Till kyrkan leder två dörrar, vid dörren i södra sidoarmens östra vägg finns även en handikappramp, som byggdes 1984. Takrännor och stuprör monterades 1985.

## Inventarier
Altaret är en imitation av det nygotiska Malaxaltaret. Missionssyföreningen i Bergö donerade i februari 1957 två korfönster med katedralglas. Fönstren är komponerade av konstnär Gunnar Forsström. Altartavlan är målad 1919 av konstnär Theodor Schalin. Dold av den nya altartavlan finns en äldre altartavla, 4 alnar hög och 2,5 alnar bred, som är av kolorerat papper med ram och föreställer Nattvarden.
Predikstolen är från 1829, och har tidigare haft sin plats i kyrkans nordöstra hörn. 
Orgelläktaren uppfördes efter senaste krig. Den åttastämmiga orgeln installerades 1956, byggd av firma J.V. Virtanen, Esbo och enligt byggarens egen berättelse dess första orgel. Piano inköptes 1981. 
Ljuskronan framme i kyrkan är av mässing och "Förfärdigad av Matts Svedberg, Malax, 1878". I södra sidoarmen hänger en ljuskrona av järnbleck, som är en gåva av Solf församling. Framför läktaren finns en ljuskrona av mässing och porslin med petroleumlampa som är från 1887. På altaret finns en sjuarmad mässingsljusstake som är en gåva av Aina Samberg 1914. Framme i koret finns också två femarmade ljusstakar av järn, vilka är en gåva av pastor Alvar Nyqvist 1929.

## Renoveringen år 2000-2002
Kyrkan renoverades invändigt 1966. Första tanken på en ny renovering väcktes 1997, redan då med tanke på 200-årsjubileet. I juli 2000 beslöt kyrkofullmäktige att anhålla om stöd från kyrkostyrelsen, i augusti 2001 kom styrelsens slutliga beslut och i oktober godkändes planerna i Museiverket.
Vid renoveringen kom många gamla och genuina handgjorda konstruktioner att lyftas fram igen. Då spontbrädorna i kyrktaket togs bort upptäcktes en vacker målning i blått och guld, som ingen nu levande tidigare sett. Målningen har restaurerats och samtidigt använts som utgångspunkt då färgsättningen - i varmt ljusgult, gråblått, brunt och grönt - bestämts. 
Till det ovanliga med Bergö kyrka hörde att en bänk inte var den andra lik, eftersom de var hemmagjorda i olika gårdar. Bänkarna finns kvar, men de har breddats några centimeter, ryggstöden är vinklade en bit bakåt och de har fått ändamålsenliga psalmbokshyllor.
Det nutidsenliga som kommit till i samband med renoveringen är bland annat vatten- och avloppsledningar (förr kånkades allt vatten från församlingshemmet), toalett, diskskåp, städförråd, klädutrymme, direkt elvärme under bänkarna, isolering, ventilation under golvet, tak över huvudingångens trappa, förstorat altare och utflyttad altarrund, förnyad ljudanläggning i kyrkan och till församlingshemmet, alarm samt automatisering av klockringningen. 
Kyrkan återinvigdes den 17 november 2002. Samtidigt firades kyrkans 200-årsjubileum.